# اوقات شرعی
اوقات شرعی به زمان‌های مشخص و دقیقی از شبانه‌روز گفته می‌شود که باورمندان به دین‌ها در آن زمان عبادت یا نیایش دینی و آیینی خود را برای رستگاری با آمرزش یا برخورداری از پاداش آیینی انجام می‌دهند. محاسبه دقیق زمان‌های شرعی از دیرباز نزد منجمان معمول بوده‌است.

## زمان انجام اعمال دینی
انجام اعمال دینی (مناسک) در زمان‌های دقیقی از شبانه روز برای دین‌داران گونه‌ای یکپارچه‌سازی رفتاری در پرستش خداوند نزد ایشان است که آورنده آن دین از سوی خدا به صورت قانون گذاشته‌است. اگر عمل دینی در بیرون از زمان مقرر انجام شود ارزش دینی کمتری دارد و تنبلی در انجام آن جایز نیست و ترک آن (گاه) گناه محسوب می‌شود. البته پس از گذشت زمان مقرر، دین‌دار می‌تواند آن رفتار را برای خشنودی خدا؛ در زودترین زمان ممکن، به‌جای آورد.
البته باورمندان راستین در همه زمان‌ها، خود را در پیشگاه خداوند دیده و انجام بعضی از مناسک در زمان‌های مقرر، تلنگری برای عدم غفلت از یاد خدا می‌باشد.

## در دین یهود
- صبح یک ساعت قبل طلوع خورشید تا چهار ساعت پس از آن نماز صبح (شحریت) خوانده می‌شود.
- بعد از ظهر نیم ساعت بعد از ظهر شرعی تا اندکی بعد از غروب آفتاب نماز ظهر (مینحا) خوانده می‌شود. خوب است نماز پیش از غروب به پایان برسد اما برخی ادای آن را تا شب تجویز می‌کنند.
- شامگاه هنگام (عصر) شب (معاریو، عرویت) خوانده می‌شود. در بسیاری فرقه‌ها نماز ظهر و عصر بلافاصله خوانده می‌شود (یعنی نماز ظهر را حدود نیم ساعت مانده به غروب آفتاب شروع می‌کنند تا پس از پایان یافتن نماز ظهر، زمان شروع نماز شب رسیده باشد) تا مردم لازم نباشد مجدد راهی کنست شوند. بعضی از فرقه‌های یهودی معاریو را پس از آغاز شب می‌خوانند. این نماز با بارخو یا اذان یهودیان که ندایی برای فراخواندن مؤمنین به نماز است آغاز می‌شود.

## در دین اسلام
- سحر زمان بعد از نیمه شب و قبل از آغاز صبح است. روزه گیرندگان در این هنگام غذا می‌خورند که به آن سحری می‌گویند.
- صبح زمان صبح شرعی از آغاز سپیده‌دم است تا طلوع خورشید. اذان در آغاز صبح خوانده می‌شود و خواندن نماز صبح تا طلوع خورشید مجاز است. روزه گیرندگان قبل از اذان صبح مجاز به خوردن و آشامیدن و کارهای دیگر هستند.
- طلوع خورشید لحظه دیدن خورشید در هر سرزمین است.
- ظهر هنگامی که خورشید در وسط آسمان قرار گیرد. در این هنگام اذان ظهر و نماز ظهر خوانده می‌شود.
- عصر حدود چهار ساعت پس از ظهر است. اذان عصر وقت فضیلت نماز عصر است و نماز عصر را می‌تواند مکلف از بعد از نماز ظهر تا غروب خورشید بخواند.
- غروب خورشید هنگامی که خورشید از دیده در مغرب پنهان می‌شود.
- مغرب پس از غروب خورشید زمان مغرب است و اذان مغرب خوانده می‌شود و نماز مغرب. روزه گیرندگان در این هنگام غذا می‌خورند که به آن افطاری می‌گویند.
- عشا پس از مغرب و قبل از نیمه شب است و در آن اذان عشا و نماز عشا خوانده می‌شود. علی بن ابیطالب علیه السلام در نامه 52 نهج البلاغه هنگامی که یک سوم از شب میگذرد را هنگام برپایی نماز عشا برشمرده است.
- نیمه شب زمان میانه از اذان غروب خورشید تا اذان صبح است. نماز عشا باید قبل از نیمه شب خوانده شود.
- شب مراد از شب در شرع مقدس و نزد معروف و مشهور فقها مدت زمان بین غروب خورشید (ناپدید شدن قرص آن یا زوال حمره مشرقیه بنابر اختلاف اقوال) و طلوع فجر صادق (آغاز وقت نماز صبح) است.

### محاسبه و تعیین اوقات شرعی

نمودار تغییر اوقات شرعی در طول سال برای تهران بر اساس جدول منتشر شده توسط مؤسسه ژئوفیزیک

ظهر شرعی: بر اساس زوال خورشید یعنی پس از رسیدن به بلندترین ارتفاع است. در حقیقت ظهر شرعی در ساعت ۱۲ محلی شبانه‌روز واقعی است و جابجایی ساعت ظهر برپایه ساعت محلی شبانه‌روز متوسط یا میانگین (ساعت مرسوم) است. بعلت نوسان سرعت کره زمین در مدار بیضی خود و بعبارتی حرکت ظاهری خورشید در دایرةالروج، موجب تفاوت طول هر شبانه‌روز می‌شود که با تعدیل زمان شبانه روز متوسط ۲۴ ساعت می‌باشد. زمین در زمستان در حضیض مداری و سرعت بیشتر است و تابستان اوج مداری سرعت کمتر و این علت بلندتر بودن نیمه اول سال نسبت به نیمه دوم سال در گاهشماری خورشیدی است. تفاوت ظهر شرعی شهرهای مختلف دنیا به نسبت تفاضل طول جغرافیای آن‌ها می‌باشد. به نحوی که هر ۱۵ درجه طول جغرافیا نماینده یک ساعت تفاوت زمان ظهر و کلاً زمان است.
طلوع و غروب: مماس شدن بالای قرص خورشید با افق واقعی است. در فصول بلکه روزهای مختلف تفاوت طلوع و غروب (بلندی روز و شب) بعلت تفاوت میل روزانه خورشید است. با محاسبه میل روزانه خورشید و محاسبه زاویه ساعتی خورشید نسبت به عرض جغرافیایی یک مکان نسبت زمانی طلوع و غروب هر روز آن بدست آمده و با تطبیق با ساعت مرسوم آنجا طلوع و غروب روزانه تعیین می‌شود.
اذان صبح: جو زمین در تعیین اذان صبح مؤثر است. پرتوهای نور سحرگاهی (فجر صادق) وارد جو می‌شوند با استفاده از علم اپتیک و قوانین مربوط به شکست و رصدهای دوره‌ای آسمان، فجر صادق وقتی روی می‌دهد که ارتفاع خورشید حدود ۱۷ الی ۱۹ درجه زیر افق سحرگاهی قرار بگیرد. با این عدد زاویه ساعتی خورشید بدست آمده و با تعدیل زمان وقت اذان صبح مشخص می‌شود. در حال حاضر مرکز تقویم مؤسسة ژئوفیزیک دانشگاه تهران که مسولیت استخراج اوقات شرعی ایران را به عهده دارد، برای اذان صبح زاویه ۱۷٫۷ درجه زیر افق را ملاک محاسبات قرار داده و از صداوسیما نیز همین اوقات اعلام می‌گردد.
اذان مغرب: پرتوهای باقی‌مانده در جو زمین پس از غروب با برخورد به کره زمین باعث تشکیل سایه زمین در افق شرقی (مقابل) به صورت نواری سرخ رنگ (حمره مشرقیه یا سرخی مشرق) می‌شود. پس از لحظاتی ارتفاع این نور بیشتر می‌شود و تا اینکه به سرسو (بالای سر) می‌رسد. با تجارب رصدی و داده‌های تجربی محاسبه این پدیده تعیین‌کننده وقت اذان مغرب است. زمان اذان مغرب لحظه‌ای است که حمره مشرقیه کاملاً محو شود که این زمان برابر با لحظه‌ای است که مرکز خورشید به 4.5 درجه زیر افق ناظر برسد.
نیمه شب شرعی: بین زمان غروب (یا اذان مغرب) تا اذان صبح روز بعد است تعیین این زمان به تعریف شب بستگی دارد که باعث می‌شود چند دقیقه قبل یا بعد از صفر بامداد باشد البته در ایامی از سال فاصله‌اش با نیمه شب نجومی فراتر می‌رود.

#### مبناهای محاسبات اوقات شرعی
- مؤسسه ژئوفیزیک دانشگاه تهران: میزان زاویه خورشید در زیر افق را برای اذان صبح ۱۷٫۷ درجه و برای اذان مغرب ۴٫۵ درجه ملاک محاسبات قرار داده‌است.
- مؤسسه لوای قم (شیعه): میزان زاویه خورشید در زیر افق را برای اذان صبح ۱۶ درجه و برای اذان مغرب ۴ درجه ملاک محاسبات قرار داده‌است.
- مجمع جهانی اسلامی: میزان زاویه خورشید در زیر افق را برای اذان صبح ۱۸ درجه و برای اذان مغرب ۰٫۸۳۳ درجه ملاک محاسبات قرار داده‌است.
- جامعه اسلامی آمریکای شمالی: میزان زاویه خورشید در زیر افق را برای اذان صبح ۱۵ درجه و برای اذان مغرب ۰٫۸۳۳ درجه ملاک محاسبات قرار داده‌است.
- مرجع عمومی ممیزی مصر: میزان زاویه خورشید در زیر افق را برای اذان صبح ۱۹٫۵ درجه و برای اذان مغرب ۰٫۸۳۳ درجه ملاک محاسبات قرار داده‌است.
- دانشگاه ام‌القرای مکه: میزان زاویه خورشید در زیر افق را برای اذان صبح ۱۸٫۵ درجه و برای اذان مغرب ۰٫۸۳۳ درجه ملاک محاسبات قرار داده‌است.
- دانشگاه علوم اسلامی کراچی: میزان زاویه خورشید در زیر افق را برای اذان صبح ۱۸ درجه و برای اذان مغرب ۰٫۸۳۳ درجه ملاک محاسبات قرار داده‌است.

| روز خورشیدی | روز میلادی | ظهر   | روز خورشیدی | روز میلادی | ظهر   | روز خورشیدی | روز میلادی | ظهر   |
| --- | ---------- | ----- | ----------- | ---------- | ----- | ----------- | ---------- | ----- |
| ۱ فروردین | ۲۱ مارس    | ۱۲:۰۷ | ۷ شهریور    | ۲۹ اوت     | ۱۲:۰۱ | ۲۰ آذر      | ۱۱ دسامبر  | ۱۱:۵۳ |
| ۵ فروردین | ۲۵ مارس    | ۱۲:۰۶ | ۱۰ شهریور   | ۱ سپتامبر  | ۱۲:۰۰ | ۲۲ آذر      | ۱۳ دسامبر  | ۱۱:۵۴ |
| ۸ فروردین | ۲۸ مارس    | ۱۲:۰۵ | ۱۳ شهریور   | ۴ سپتامبر  | ۱۱:۵۹ | ۲۴ آذر      | ۱۵ دسامبر  | ۱۱:۵۵ |
| ۱۲ فروردین | ۱ آوریل    | ۱۲:۰۴ | ۱۶ شهریور   | ۷ سپتامبر  | ۱۱:۵۸ | ۲۶ آذر      | ۱۷ دسامبر  | ۱۱:۵۶ |
| ۱۵ فروردین | ۴ آوریل    | ۱۲:۰۳ | ۱۹ شهریور   | ۱۰ سپتامبر | ۱۱:۵۷ | ۲۸ آذر      | ۱۹ دسامبر  | ۱۱:۵۷ |
| ۱۹ فروردین | ۸ آوریل    | ۱۲:۰۲ | ۲۲ شهریور   | ۱۳ سپتامبر | ۱۱:۵۶ | ۳۰ آذر      | ۲۱ دسامبر  | ۱۱:۵۸ |
| ۲۲ فروردین | ۱۱ آوریل   | ۱۲:۰۱ | ۲۵ شهریور   | ۱۶ سپتامبر | ۱۱:۵۵ | ۲ دی        | ۲۳ دسامبر  | ۱۱:۵۹ |
| ۲۶ فروردین | ۱۵ آوریل   | ۱۲:۰۰ | ۲۸ شهریور   | ۱۹ سپتامبر | ۱۱:۵۴ | ۴ دی        | ۲۵ دسامبر  | ۱۲:۰۰ |
| ۳۱ فروردین | ۲۰ آوریل   | ۱۱:۵۹ | ۳۰ شهریور   | ۲۱ سپتامبر | ۱۱:۵۳ | ۶ دی        | ۲۷ دسامبر  | ۱۲:۰۱ |
| ۵ اردیبهشت | ۲۵ آوریل   | ۱۱:۵۸ | ۲ مهر       | ۲۴ سپتامبر | ۱۱:۵۲ | ۸ دی        | ۲۹ دسامبر  | ۱۲:۰۲ |
| ۱۲ اردیبهشت | ۲ مه       | ۱۱:۵۷ | ۵ مهر       | ۲۷ سپتامبر | ۱۱:۵۱ | ۱۰ دی       | ۳۱ دسامبر  | ۱۲:۰۳ |
| ۲۴ اردیبهشت | ۱۴ مه      | ۱۱:۵۶ | ۸ مهر       | ۳۰ سپتامبر | ۱۱:۵۰ | ۱۲ دی       | ۲ ژانویه   | ۱۲:۰۴ |
| ۵ خرداد | ۲۶ مه      | ۱۱:۵۷ | ۱۱ مهر      | ۳ اکتبر    | ۱۱:۴۹ | ۱۴ دی       | ۴ ژانویه   | ۱۲:۰۵ |
| ۱۳ خرداد | ۳ ژوئن     | ۱۱:۵۸ | ۱۵ مهر      | ۷ اکتبر    | ۱۱:۴۸ | ۱۷ دی       | ۷ ژانویه   | ۱۲:۰۶ |
| ۱۸ خرداد | ۸ ژوئن     | ۱۱:۵۹ | ۱۸ مهر      | ۱۰ اکتبر   | ۱۱:۴۷ | ۱۹ دی       | ۹ ژانویه   | ۱۲:۰۷ |
| ۲۳ خرداد | ۱۳ ژوئن    | ۱۲:۰۰ | ۲۲ مهر      | ۱۴ اکتبر   | ۱۱:۴۶ | ۲۲ دی       | ۱۲ ژانویه  | ۱۲:۰۸ |
| ۲۸ خرداد | ۱۸ ژوئن    | ۱۲:۰۱ | ۲۷ مهر      | ۱۹ اکتبر   | ۱۱:۴۵ | ۲۴ دی       | ۱۴ ژانویه  | ۱۲:۰۹ |
| ۱ تیر | ۲۲ ژوئن    | ۱۲:۰۲ | ۴ آبان      | ۲۶ اکتبر   | ۱۱:۴۴ | ۲۷ دی       | ۱۷ ژانویه  | ۱۲:۱۰ |
| ۶ تیر | ۲۷ ژوئن    | ۱۲:۰۳ | ۱۲ آبان     | ۳ نوامبر   | ۱۱:۴۳ | ۳۰ دی       | ۲۰ ژانویه  | ۱۲:۱۱ |
| ۱۱ تیر | ۲ ژوئیه    | ۱۲:۰۴ | ۲۰ آبان     | ۱۱ نوامبر  | ۱۱:۴۴ | ۴ بهمن      | ۲۴ ژانویه  | ۱۲:۱۲ |
| ۱۷ تیر | ۸ ژوئیه    | ۱۲:۰۵ | ۲۶ آبان     | ۱۷ نوامبر  | ۱۱:۴۵ | ۹ بهمن      | ۲۹ ژانویه  | ۱۲:۱۳ |
| ۲۵ تیر | ۱۶ ژوئیه   | ۱۲:۰۶ | ۱ آذر       | ۲۲ نوامبر  | ۱۱:۴۶ | ۲۲ بهمن     | ۱۱ فوریه   | ۱۲:۱۴ |
| ۴ مرداد | ۲۶ ژوئیه   | ۱۲:۰۷ | ۴ آذر       | ۲۵ نوامبر  | ۱۱:۴۷ | ۷ اسفند     | ۲۶ فوریه   | ۱۲:۱۳ |
| ۱۴ مرداد | ۵ اوت      | ۱۲:۰۶ | ۷ آذر       | ۲۸ نوامبر  | ۱۱:۴۸ | ۱۲ اسفند    | ۳ مارس     | ۱۲:۱۲ |
| ۲۱ مرداد | ۱۲ اوت     | ۱۲:۰۵ | ۱۰ آذر      | ۱ دسامبر   | ۱۱:۴۹ | ۱۷ اسفند    | ۸ مارس     | ۱۲:۱۱ |
| ۲۶ مرداد | ا۱۷ وت     | ۱۲:۰۴ | ۱۳ آذر      | ۴ دسامبر   | ۱۱:۵۰ | ۲۱ اسفند    | ۱۲ مارس    | ۱۲:۱۰ |
| ۳۱ مرداد | ۲۲ اوت     | ۱۲:۰۳ | ۱۵ آذر      | ۶ دسامبر   | ۱۱:۵۱ | ۲۴ اسفند    | ۱۸ مارس    | ۱۲:۰۹ |
| ۳ شهریور | ۲۵ اوت     | ۱۲:۰۲ | ۱۷ آذر      | ۸ دسامبر   | ۱۱:۵۲ | ۲۸ اسفند    | ۱۹ مارس    | ۱۲:۰۸ |
| جدول فوق ظهر نصف‌النهاری تابع مبدأ زمان جهانی است. ساعت ظهر محلی، حاصل تفاضل زمانی نصف‌النهار محلی از نصف‌النهار ساعتی است (هر درجه ۴دقیقه ساعتیست). برای نمونه نصف‌النهار ساعتی ایران طول ۵۲٫۵ درجه شرقی است و تهران ۵۱٫۴ درجه شرقی؛ ظهر تهران ۴ دقیقه و ۲۴ ثانیه از جدول فوق دیرتر می‌باشد. |            |       |             |            |       |             |            |       |